# Alburnus tarichi
Alburnus tarichi är en fiskart som först beskrevs av Güldenstädt, 1814.  Alburnus tarichi ingår i släktet Alburnus och familjen karpfiskar. IUCN kategoriserar arten globalt som otillräckligt studerad. Inga underarter finns listade i Catalogue of Life.

## Bildgalleri

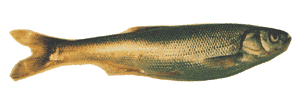